# ツール・ド・フランス1933
ツール・ド・フランス1933は、ツール・ド・フランスとしては27回目の大会。1933年6月27日から7月23日まで、全23ステージで行われた。今大会より山岳賞が設けられ、スペインのビセンテ・トルエバが初代山岳賞を獲得した。

## 総合成績
| 順位 | 選手名                 | 国籍     | 時間            |
| ---- | ---------------------- | -------- | --------------- |
| 1    | ジョルジュ・スペシェ   | フランス | 147時間51分37秒 |
| 2    | レアルコ・グエッラ     | イタリア | +4分01秒        |
| 3    | ジュゼッペ・マルターノ | イタリア | +5分08秒        |
| 4    | ジョルジュ・ルメール   | ベルギー | +15分45秒       |
| 5    | モリス・アルシャンボー | フランス | +21分22秒       |
| 6    | ビセンテ・トルエバ     | スペイン | +27分27秒       |
| 7    | レオン・ルベル         | フランス | +35分19秒       |
| 8    | アントナン・マーニュ   | フランス | +36分37秒       |
| 9    | ジャン・アールツ       | ベルギー | +42分53秒       |
| 10   | クルト・シュテーペル   | ドイツ国 | +45分28秒       |

### マイヨ・ジョーヌ保持者
| 選手名                 | 国籍     | 首位区間               |
| ---------------------- | -------- | ---------------------- |
| モリス・アルシャンボー | フランス | 第1-第5、第7-第8、第11 |
| アントナン・マーニュ   | フランス | 第6                    |
| ジョルジュ・ルメール   | ベルギー | 第9-第10               |
| ジョルジュ・スペシェ   | フランス | 第12-最終              |

### 各部門賞結果
| 第27回 ツール・ド・フランス 1933 |                                      |
| 全行程                           | 23区間、4395km                       |
| 総合優勝                         | ジョルジュ・スペシェ 147時間51分37秒 |
| 2位                              | レアルコ・グエッラ +4分01秒          |
| 3位                              | ジュゼッペ・マルターノ +5分08秒      |
| 4位                              | ジョルジュ・ルメール +57分40秒       |
| 5位                              | モリス・アルシャンボー               |
| 山岳賞                           | ビセンテ・トルエバ 134ポイント       |
| 2位                              | アントナン・マーニュ 81ポイント      |
| 3位                              | ジュゼッペ・マルターノ 78ポイント    |